# Immunosupressor
Un immunosupressor és una substància química que produeix la immunosupressió del sistema immunitari. Pot ser exogen com els fàrmacs immunosupressors o endogen com la testosterona.
Després d'un trasplantament d'òrgans, el cos quasi sempre rebutjarà el nou òrgan perquè l'embolcall proteic de les seues cèl·lules difereix del de l'òrgan original. Com a conseqüència d'açò, el sistema immunitari detecta el nou teixit com a «hostil», i intenta eliminar-lo atacant-lo amb leucòcits, causant la mort del teixit. Els immunosupressors s'apliquen com una contramesura; l'efecte secundari és que el cos es fa extremadament vulnerable a les infeccions, molt semblant a la SIDA.
Aquests medicaments no estan exempts d'efectes secundaris i riscos. A causa del fet que la majoria d'ells no actua de manera selectiva, el sistema immunitar pot tenir una menor capacitat de resistir a infeccions o a l'extensió de cèl·lules canceroses.

## Classificació
Els immunosupressors es divideixen en:
- Glucocorticoides
- Citostàtics: (metotrexat, azatioprina, fluorouracil)
- Anticossos
- Medicaments que actuen sobre les immunofilines: (ciclosporina, tacrolimús, sirolimús)